# Walk Me Home
«Walk Me Home» (с англ. — «Проводи меня домой») — песня американской певицы Пинк, записанная для её девятого студийного альбома Hurts 2B Human. Композиция была выпущена в качестве лид-сингла с альбома 20 февраля 2019 года.

## Релиз
6 февраля 2019 года Пинк на шоу «Шоу Эллен Дедженерес» анонсировала выход своей новой песни в ближайшие две недели, а также обозначила апрель как месяц выхода нового альбома. На шоу она исполнила небольшой акапельный отрывок сингла.
20 февраля 2019 года состоялась премьера сингла на Spotify, iTunes, а также на других цифровых платформах, в этот же день было выпущено лирк-видео на YouTube.

## Музыкальное видео
Майкл Грэйси (режиссёр фильма «Величайший шоумен») выступил в качестве режиссёра музыкального видео на песню.

## Чарты
| Чарт (2019)                       | Пиковая позиция |
| --------------------------------- | --------------- |
| Австралия (ARIA Digital Tracks)   | 2               |
| Новая Зеландия (RMNZ Hot Singles) | 21              |
| Шотландия (OCC Scotland)          | 5               |